# سلول پیش‌ساز

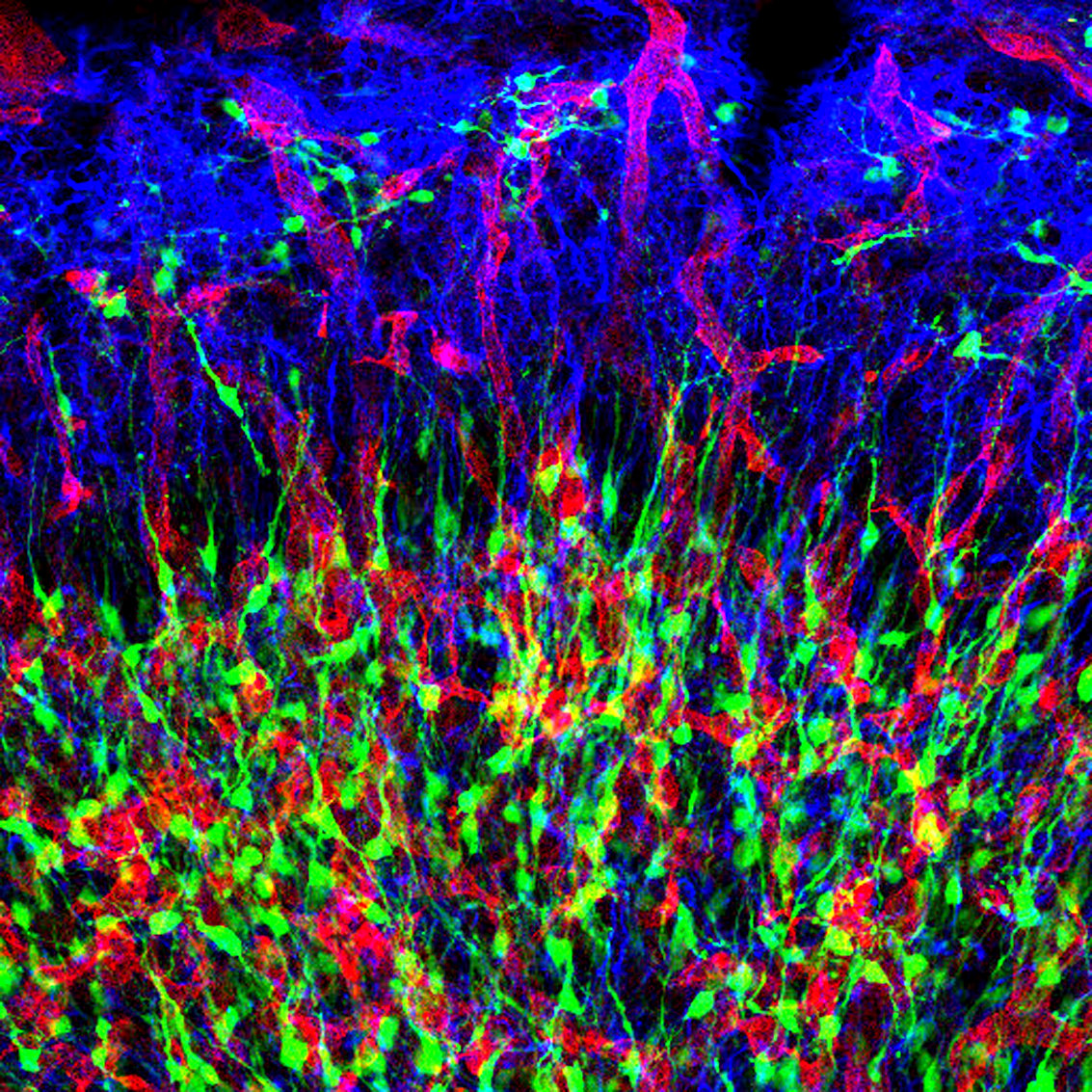
نیاسلول‌‌ های عصبی (سبز) و آستروسیت‌ها (آبی)

نیایاخته یا سلول پیش‌ساز (انگلیسی: Progenitor cell) سلول‌‌ ای است که مانند سلول‌های بنیادی می‌تواند به یک نوع سلول ویژه تمایز یابد. اما برخلاف سلول‌‌  بنیادی، تنها می‌توانند به نوع یاختۀ «هدف» خود تمایز یابند. تفاوت اساسی میان سلول پیش‌ساز و سلول های بنیادی در آن است که یک یاختۀ بنیادی می‌تواند به صورت نامحدود همانندسازی کند درحالیکه یک نیایاخته تنها دفعات محدودی قادر به همانندسازی است. نیایاخته گاهی با سلول های بنیادی یکسان در نظر گرفته می‌شود.
بحث در مورد تعریف دقیق نیایاخته همچنان باقی است و مفهوم آن هنوز در حال تکامل است.

## ویژگی‌ها
پتانسیل بیشتر نیایاخته ها کم‌توان (oligopotent) در نظر گرفته می‌شود. برپایۀ این دیدگاه آنها با سلول‌‌ های بنیادی بزرگسال مقایسه می‌شوند ولی گفته می‌شود که سلول پیش‌ساز در مرحلۀ بعدی تمایز سلولی هستند. آنها در بین سلول‌‌ های بنیادی و سلول‌‌ های کاملاً تمایزیافته می‌باشند. نوع توان (potency) سلول پیش‌ساز به نوع یاختۀ بنیادی «والد» آنها و همچنین به کُنام (niche) آنها بستگی دارد. 
بسیاری از ویژگی‌های سلول‌‌ های بنیادی بزرگسال و نیایاخته مشترک هستند.
|                          | بن‌سلول‌‌                             | نیاسلول‌‌                                    |
| ------------------------ | ---------------------------------- | ------------------------------------------ |
| خودنوسازی در آزمایشگاه   | نامحدود                            | محدود                                      |
| بالقوگی                  | چند دودمانی                        | تک‌دودمانی, کم‌دودمانی                       |
| توانایی خودنوسازی در بدن | بلی                                | نه                                         |
| تعداد                    | بیشینه تعداد سلول‌‌ ها قبل از اشتقاق | کمتر از بیشینه تعداد سلول‌‌ ها قبل از اشتقاق |